# Aleurotrachelus mauritiensis
Aleurotrachelus mauritiensis es una especie de insecto hemíptero de la familia Aleyrodidae y la subfamilia Aleyrodinae. Se distribuyen por las islas del sur del océano Índico de África.
Fue descrita científicamente por primera vez por Takahashi en 1940.